# Spectator-díj
A Spectator-díj egyike az Erdélyi Magyar Közművelődési Egyesület által 1992-ben alapított díjaknak. Az elismerést újságíróknak ítélik oda.

## A díjról
A spectator angol szó, jelensége: közönség. Ugyanakkor a díj névadója Krenner Miklós erdélyi magyar közíró, aki Spectator néven jegyezte írásait. A díjat a romániai magyar írott és elektronikus sajtó képviselői részére adják, akik a közművelődés terén is jelentős szolgálatot tettek.

## Díjazottak
- 2020 Bodolai Gyöngyi újságíró[2]
- 2019 Graur János újságíró, főszerkesztő[3]
- 2018: Simon Judit Kolozsváron élő újságíró[4]
- 2017: Nagy Miklós Kund erdélyi magyar publicista[5]
- 2016: Sarány István erdélyi magyar újságíró, könyvszerkesztő[6]
- 2015: Tasnádi-Sáhy Péter(wd) Erdélyben élő újságíró, író, az Erdélyi Riport munkatársa[7]
- 2014: Ferencz Zsolt újságíró, a kolozsvári Szabadság belső munkatársa[8]
- 2013: Karácsonyi Zsigmond, a Magyar Újságírók Romániai Egyesülete elnöke, a Népújság főszerkesztője[9]
- 2012: Cseke Péter Tamás[10]
- 2011: Székedi Ferenc erdélyi magyar publicista, szerkesztő, műfordító[11]
- 2010: a Román Televízió magyar adása (Bukarest)[12]
- 2009: Székely Kriszta újságíró, a Szabadság napilap munkatársa
- 2008: Szilágyi Aladár bánsági magyar helytörténész, publicista, szerkesztő[13]
- 2006: Köllő Katalin, a Szabadság napilap kulturális rovatvezetője[14]
- 2005: a Filmtett szerkesztősége
- 2004: Ferenczes István, a Székelyföld szerkesztője[15]
- 2003: Stanik István, újságíró, szerkesztő
- 2002: Maksay Ágnes, dokumentumfilmes
- 1993-tól 2001-ig nem adták ki a díjat
- 1992: Tőke Csaba (post mortem)[16]